# Fenland
Fenland es un distrito no metropolitano del condado de Cambridgeshire (Inglaterra). Tiene una superficie de 546,45 km². Según el censo de 2001, Fenland estaba habitado por 83 519 personas y su densidad de población era de 152,84 hab/km².